# Йонийска школа (философия)
Йонийска школа е школа в древногръцката философия, която е била разположена в Милет, Йония през 6 и 5 век пр.н.е., е в някакъв смисъл грешен термин. Макар наистина Йония да е била център на философията в Древна Гърция, учените които произлизат от областта, като Талес, Анаксимандър, Анаксимен, Хераклит, Анаксагор, Архелай и Диоген Аполонски  всъщност имат твърде различни философски разбирания и не може да се каже, че формират специфична школа във философията. Аристотел ги нарича physiologoi, което означава „онези, които дискутират природата“, но не ги групира под името „Йонийска школа“. Тази класификация произтича от историка на философията от 2 век Сотион от Александрия. Те понякога са наричани космолози, тъй като те в голяма степен са физикалисти, които се опитвали да обяснят природата чрез материята.
Макар че някои от тези древни учени и изследователи са включени в Милетската философска школа, други по-трудно могат да бъдат категоризирани.